# Izvoarele (Olt)
Izvoarele é uma comuna romena localizada no distrito de Olt, na região de Oltênia. A comuna possui uma área de  km² e sua população era de 3706 habitantes segundo o censo de 2007.